# Edmundo Abaya
Edmundo Madarang Abaya (* 19. Januar 1929 in Candon; † 20. September 2018 in San Juan City) war ein philippinischer Geistlicher und römisch-katholischer Erzbischof von Nueva Segovia.

## Leben
Edmundo Abaya empfing am 21. März 1953 die Priesterweihe für das Erzbistum Nueva Segovia.
Papst Johannes Paul II. ernannte ihn am 11. Dezember 1978 zum Bischof von Laoag. Der Apostolische Nuntius auf den Philippinen, Erzbischof Bruno Torpigliani, spendete ihm am 19. Januar des nächsten Jahres die Bischofsweihe; Mitkonsekratoren waren Antonio Lloren Mabutas, Erzbischof von Davao, und Victorino Cristobal Ligot, Bischof von San Fernando de La Union. Die Amtseinführung fand am 31. Januar 1979 statt. Sein bischöfliches Motto war „Cor Ardens Caritate“.
Am 22. Mai 1999 ernannte ihn Papst Johannes Paul II. zum Erzbischof von Nueva Segovia. Am 12. Februar 2005 nahm Johannes Paul II. sein altersbedingtes Rücktrittsgesuch an.
Abaya war von 1988 bis 1989 Vorsitzender der CBCP-Kommission für ökumenische und interreligiöse Angelegenheiten und von 1990 bis 1991 auch Mitglied des Ständigen Rates des CBCP.